# 関田裕
関田 裕（、1932年〈昭和7年〉11月17日 - ）は、日本の元俳優、スーツアクター。東京都世田谷区出身。日本学園高等学校卒。

## 来歴
日活作品への出演を経て、1958年に東宝の専属俳優となる。
大部屋俳優であったが、1960年代後半の東宝怪獣映画で怪獣のスーツアクターを務めた。1967年公開の『怪獣島の決戦 ゴジラの息子』では、大仲清治の代理でゴジラを演じた。
中島は、関田が仙台へ引っ越してからは連絡が取れなくなったという。

## 人物
趣味・特技は水泳と柔道で、空手（二段）の有段者である。中島春雄によれば、関田は廊下で筋トレをしていたり、俳優仲間の久野征四郎と空手をやるなど、常時体を鍛えている印象であったという。
『フランケンシュタインの怪獣 サンダ対ガイラ』などで共演した中島春雄は、相手役として関田が一番やりやすかったと述べている。特技監督の円谷英二は、関田のことを特に褒めることはなかったというが、中島は起用し続けたということは評価していたものと推測している。

## 出演作

### 映画
- 名寄岩 涙の敢斗賞（1956年） - 少年時代の名寄岩
- 狂った果実（1956年）[3]
- 暁の逃亡（1956年） - 乾分
- 青い怒涛（1956年） - 辰夫
- 若い恋人たち（1959年） - 板倉
- 僕は独身社員（1960年） - 同盟石油社員
- サラリーマン出世太閤記・完結篇 花婿部長No.1（1960年） - 脇坂
- ハワイ・ミッドウェイ大海空戦 太平洋の嵐（1960年） - 飛行兵[3]
- 大坂城物語（1961年）
- 情無用の罠（1961年） - 白バイの警官
- 南の風と波（1961年） - 洋介
- 別れて生きるときも（1961年） - 南北社の男
- 若大将シリーズ
  - 大学の若大将（1961年） - 水泳部のダンスパーティーの客
  - 銀座の若大将（1962年） - 城東大学の生徒
  - 日本一の若大将（1962年） - 鹿野
  - ハワイの若大将（1963年） - 田坂
  - エレキの若大将（1965年） - 京南大学のラグビー部員
  - レッツゴー!若大将（1967年） - サッカー選抜選手
- 続サラリーマン弥次喜多道中（1961年） - 組合員
- モスラ（1961年） - 豪華客船オリオン丸操舵士[出典 3][注釈 2]
- 世界大戦争（1961年） - テレビの歌手[要出典]
- 女の座（1962年） - 小宮
- 女性自身（1962年） - 社員
- 香港の星（1962年） - 町田
- サラリーマン権三と助十 恋愛交叉点（1962年） - 久保
- 暗黒街の牙（1962年） - 警官
- にっぽん実話時代（1963年） - やくざ
- 青島要塞爆撃命令（1963年） - 補給隊隊員[要出典]
- 社長外遊記（1963年）
- 今日もわれ大空にあり（1964年） - パイロット
- ゴジラシリーズ[注釈 3]
  - モスラ対ゴジラ（1964年） - 原住民（インファント島）、名古屋の通行人、浜風ホテルの客[要出典]
  - ゴジラ・エビラ・モスラ 南海の大決闘（1966年） - エビラ[出典 4]
  - 怪獣島の決戦 ゴジラの息子（1967年） - ゴジラ[3][16]
  - 怪獣総進撃（1968年） - 病院の医師[出典 5]、アンギラス[出典 6][注釈 4]、ゴロザウルス[18][3][5]
- 君も出世ができる（1964年） - お茶漬け屋の客
- クレージー映画
  - 無責任遊侠伝（1964年） - 麻雀の相手[注釈 5]
  - ホラ吹き太閤記（1964年） - 織田家の武将[注釈 6]
  - クレージーの無責任清水港（1966年） - 関東綱五郎
  - クレージーだよ 奇想天外（1966年） - 国会の警備員
  - クレージーだよ天下無敵（1967年） - 万能ロボット、ニュースカメラマン
- がらくた（1964年） - 嘉吉
- 悪の階段（1965年） - 亜東化学宿直員
- 100発100中（1965年） -  赤月組子分
- フランケンシュタインの怪獣 サンダ対ガイラ（1966年） - サンダ[出典 7]、ビアガーデンの客[要出典]
- あこがれ（1966年） - 修善寺番頭[注釈 5]
- キングコングの逆襲（1967年） - メカニコング[出典 8]、ゴロザウルス[出典 9]、警備本部員[要出典]
- 東宝8.15シリーズ
  - 日本のいちばん長い日（1967年） - 神野少佐（東部軍参謀）
  - 連合艦隊司令長官 山本五十六（1968年） - 南雲機動部隊参謀[要出典]
- ドリフターズですよ!前進前進また前進（1967年） - 秘書
- さらばモスクワ愚連隊（1968年） - ブルーデュークスのメンバー[注釈 5]
- 斬る（1968年） - 家臣
- 空想天国（1968年） - 剣道場の男
- 狙撃（1968年） - 税関係[注釈 5]
- 愛のきずな（1969年） - 入学式の警官[注釈 5]
- 死ぬにはまだ早い（1969年） - 警察官[注釈 5]
- 緯度0大作戦（1969年） - ワレン[14]（海洋観測船船員[21]）、コウモリ人間[3][22]

### テレビ
- ウルトラQ（1966年）
  - 第1話「ゴメスを倒せ!」 - 東海弾丸道路作業員
  - 第17話「1/8計画」 - 1/8計画係員[注釈 6]
- 怪奇大作戦 第14話「オヤスミナサイ」（1968年） - 解剖医師